# Meitantei Conan - Halloween no hanayome
Meitantei Conan - Halloween no hanayome (名探偵コナン ハロウィンの花嫁? lett. "Detective Conan - La sposa di Halloween") è un film d'animazione del 2022 diretto da Susumu Mitsunaka, venticinquesima pellicola tratta dal celebre manga Detective Conan.

## Trama
Conan si trova a condurre una particolare indagine riguardo a un terrorista che ha commesso vari attentati, verificatisi recentemente durante il periodo di Halloween. Rei Furuya dell'Ufficio di pubblica sicurezza del Dipartimento della Polizia metropolitana di Tokyo ha avuto già a che fare con questo misterioso criminale alcuni anni prima insieme ai suoi defunti compagni di squadra Jinpei Matsuda, Hiromitsu Morofushi e Wataru Date, ed è perciò anche lui sulle sue tracce.

## Distribuzione
In Giappone la pellicola è stata distribuita dalla Toho a partire dal 15 aprile 2022.